# Saxifraga sanguinea
Saxifraga sanguinea är en stenbräckeväxtart som beskrevs av Adrien René Franchet. Saxifraga sanguinea ingår i Bräckesläktet som ingår i familjen stenbräckeväxter. Inga underarter finns listade i Catalogue of Life.